# Enoplognatha mordax
Enoplognatha mordax es una especie de araña araneomorfa del género Enoplognatha, familia Theridiidae. Fue descrita científicamente por Thorell en 1875.
Habita en la región paleártica.